# Qu Baowei
Qu Baowei (瞿保衛S, Qú BǎowèiP; 5 dicembre 1956) è un ex pallanuotista cinese, che ha partecipato alle Olimpiadi estive di Los Angeles 1984.
Ha vinto due ori ai Giochi Asiatici, nel 1978 e 1982, sempre nella pallanuoto.